# Lörracher Rathaus
Das Lörracher Rathaus ist ein von 1972 bis 1976 errichtetes siebzehngeschossiges Verwaltungshochhaus in der Lörracher Innenstadt und seit 2012 ein Baudenkmal. Das vom Architekten Thomas Heiß entworfene Bauwerk mit dunkelgrüner Fassade ist mit knapp 72 Metern das höchste Gebäude im Landkreis Lörrach und höchstes Rathaus in Baden-Württemberg. Das markante Bauwerk gliedert sich in einen auskragenden Sockelbereich aus hellem Beton, in dem sich unter anderem der große Ratssaal wie die Fraktionsräume befinden. Mittig ragt aus dem grünen Hochhaus der zentrale Versorgungskern hervor.
Das Rathaus beherbergt neben den städtischen Ämtern auch den Amtssitz des Oberbürgermeisters von Lörrach und das Lörracher Stadtarchiv. Im Rathaus existiert ein Zugang zum unterirdischen Parkhaus, das sich westlich vom Hochhaus befindet, und zum Baukomplex dazugehört. Der Verwaltungsbau mit einigen seiner baulichen und technischen Sonderlösungen wurde im Laufe der Jahre sanierungswürdig. Entsprechende Sanierungsoptionen wurden öffentlich diskutiert und schließlich im Frühjahr 2024 die Sanierung durch den Lörracher Gemeinderat beschlossen.

## Geschichte

### Vorgeschichte
Die ab dem 5. August 1927 als Rathaus genutzte Villa Favre in der Turmstraße 45 bot bereits in den 1930er Jahren nicht allen städtischen Ämtern genügend Platz, so dass 1934 das Stadtbauamt, das Fürsorge- und Jugendamt, das Grundbuch- sowie das Vermessungsamt in umgebaute Fabrikräume gegenüber dem Bahnhof umziehen mussten. Pläne für einen Erweiterungsbau im Garten der Villa scheiterten an Geldmangel und der Ausbruch des Zweiten Weltkrieges verschärfte die Situation. Im Jahr 1955 wurde die Diskussion über die Raumnot erneut geführt und weitere zehn Jahre später waren die städtischen Behörden an fünf verschiedenen Standorten in Lörrach verteilt.

### Planung
Der Gemeinderat griff das Problem Mitte der 1960er Jahre energischer auf und sprach sich zunächst für einen Neubau am bisherigen Standort der Villa Favre aus. Es zeigte sich allerdings, dass Holzwerk und Sandsteinteile des Rathauses brüchig geworden waren, so dass man die Villa Favre im Frühjahr 1975 schließlich abbrechen musste. Bereits Ende 1966 bildete sich eine Rathaus-Baukommission aus Stadträten und Vertretern der Stadtverwaltung. Diese besichtigte von Dezember 1967 bis Mai 1968 insgesamt 13 Rathäuser in der Bundesrepublik und eines in der Schweiz und stimmte am 18. Juli 1968 der Durchführung eines Architektenwettbewerbes zu. Das Preisgericht, dem der bekannte Architekt Egon Eiermann vorstand, wählte aus insgesamt 72 eingereichten Projekten am 10. Juni 1969 die Arbeit des Freiburger Architekten Thomas Heiß aus. Die Entwürfe wurden der Öffentlichkeit in einer Ausstellung im Hans-Thoma-Gymnasium vorgestellt und in der Schulaula das Gespräch mit dem Bürger gesucht. Der prämierte Entwurf wurde am 13. November 1969 durch den Gemeinderat zur Ausführung empfohlen und Heiß wurde beauftragt, eine baureife Planung vorzubereiten.

### Bau und Daten
Nachdem der Gemeinderat im März 1971 den Kostenvoranschlag in Höhe von 23.230.000 DM bewilligt hatte, erfolgte der Spatenstich am 21. März 1972. Das Richtfest wurde am 21. Juni 1974 begangen und die Ämter konnten im Januar 1976 den Neubau beziehen. Am Wochenende des 12. und 13. Juni 1976 wurde die Vollendung des Rathauses mit einem großen Volksfest auf dem Rathausplatz begangen. Gleichzeitig konnte im Rahmen des Tags der offenen Tür die Bevölkerung das neue Haus besichtigen. Mit Gesamtkosten in Höhe von rund 23,7 Mio. DM verteuerte sich der Bau um rund 500.000 DM. Da der Neubau in die Amtszeit des damaligen Oberbürgermeister Egon Hugenschmidt fiel, der den Bau auch maßgeblich unterstützte, trägt das Bauwerk auch den Spitznamen „Langer Egon“.
Die nach DIN 276 angegebenen Kosten verteilten sich auf folgende Einzelpositionen:
| Baukosten                            | 18.897.000 DM |
| Außenanlagen                         | 680.000 DM    |
| Baunebenkosten                       | 2.395.000 DM  |
| Besondere betriebliche Einrichtungen | 954.000 DM    |
| Geräte und Ausstattung               | 803.000 DM    |
|                                      | 23.729.000 DM |

Die Größe des Baugrundstückes für das Lörracher Rathaus beträgt 7210 Quadratmeter, die überbaute Grundstücksfläche beläuft sich auf 570 Quadratmeter. Die Kubatur misst 47.885 Kubikmeter. Der gesamte umbaute Raum inklusive der Tiefgarage und technischer Räume beträgt sogar 62.247 Kubikmeter. Dieses Volumen teilt sich in die Bereiche Bürozonen (28.896 Kubikmeter), Saalbereich 1. Obergeschoss (6.483 Kubikmeter), Eingangszone im Erdgeschoss (2.020 Kubikmeter) sowie Lagerräume (10.486 Kubikmeter) und Tiefgarage (14.362 Kubikmeter).
Die nach DIN 277 gemessenen Netto-Grundrissflächen ergeben für den Rathausbau eine Gesamtfläche von 10.721 Quadratmeter, die Nutzfläche umfasst zusätzlich 6.139 Quadratmeter. Sie verteilt sich wie folgt:
| Bürofläche                             | 4.400 m²  |
| Säle 1. OG                             | 490 m²    |
| Trausaal EG                            | 44 m²     |
| Ausstellungsfläche EG                  | 250 m²    |
| Archiv- und Lagerräume                 | 589 m²    |
| WC- und Putzräume                      | 366 m²    |
| Funktionsfläche (Haustechnik, Aufzüge) | 1.150 m²  |
| Verkehrsfläche                         | 3.432 m²  |
|                                        | 10.721 m² |

### Betrieb und Ereignisse seit Errichtung

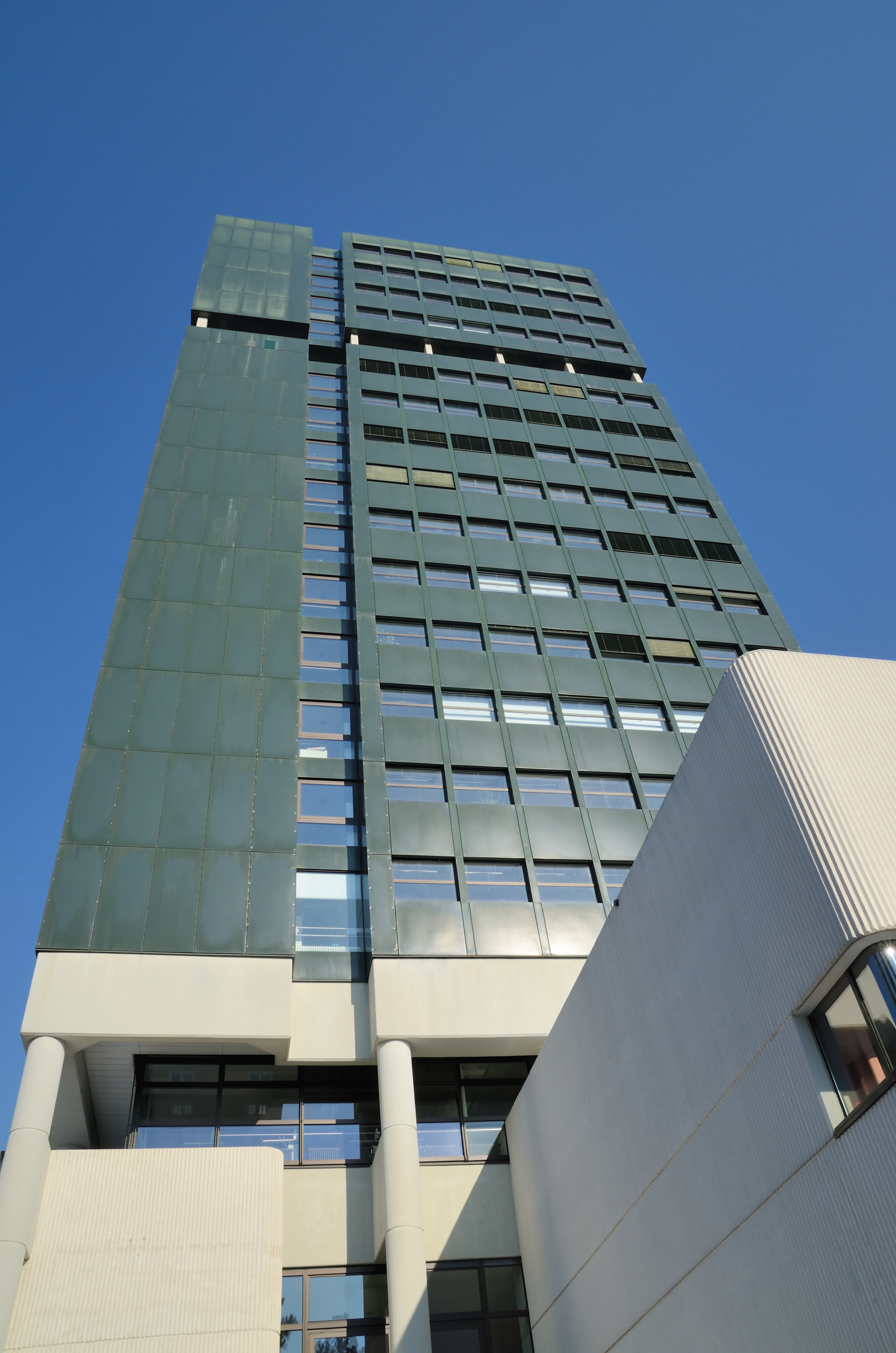
Untersicht des Lörracher Rathauses

Mit der Inbetriebnahme des Rathauses 1976 nahmen 193 Angestellte in 180 ausgestatteten Büroräumen ihren Dienst auf.
Im November 2006 geriet das Rathaus in Lörrach in die Schlagzeilen, als eine Gruppe Jugendlicher eine junge Frau, die sich vom Dach des Hochhauses stürzen wollte, dazu ermunterten. Durch das Eingreifen der Polizei konnte die aufgeheizte Situation beruhigt und die Frau von ihrem Vorhaben abgebracht werden.
Das Rathaus wurde Ende 2012 als „einmaliges Dokument des 70er-Jahre-Baustils“ unter Denkmalschutz gestellt. Entscheidungsgründe für den Status waren neben der einzigartigen Profilierung durch den abgesetzten Sockelbau und die Sondergeschosse des 11. oder 13. Obergeschosses auch die Alleinstellung des Gebäudes im Lörracher Stadtraum. Zum denkmalgeschützten Hochhausbau zählt auch der Vorplatz mit seiner Gestaltung.
Am Morgen des 30. Juni 2020 löste der Einwurf eines zunächst unbekannten weißen Pulvers in den Briefkasten des Rathauses einen Feuerwehr-Großeinsatz mit 70 Einsatzkräften und 20 Fahrzeugen aus, nachdem drei Mitarbeiter in der Poststelle über Augen- und Atemwegsreizungen klagten. Das Pulver stellte sich später als ungefährlich heraus; es handelte sich um Calciumcarbonat. Der Einsatz und die Reinigung nach der Evakuierung führte zur ganztägigen Sperrung des Rathauses. Zu einem ähnlichen Gefahrguteinsatz kam es am 7. Dezember 2020.
Der wachsende Verwaltungsbedarf ließ auch die Arbeitsplätze im Rathaus ansteigen. Die Voll- und Teilzeitarbeitsplätze betrugen im Mai 2022 insgesamt 302.

### Sanierungsfall
Das Rathausgebäude ist seit Jahren ein bautechnischer, sicherheitsrelevanter und aufgrund des hohen Energieverbrauchs auch ein energetischer Sanierungsfall mit dringendem Handlungsbedarf.
Im Jahr 2018 wurde in einem mehrmonatigen Prüfungsverfahren festgestellt, dass die emaillierten Fassadenplatten des Lörracher Rathaus (→ Außenfassade des Rathauses Lörrach) deutliche Verwitterungserscheinungen aufweisen. Da auch die Unterkonstruktion der eingedübelten Platten beschädigt ist, mussten die fensterlosen Fassadenflächen zusätzlich mit Netzen gesichert werden, um die Verkehrssicherheit aufrechtzuerhalten. Auch stellten Gutachter fest, dass das Sicherheitstreppenhaus zurückgebaut werden muss.  Nach einer Vorentwurfsplanung von 2019 sollte 2020 mit der Sanierung begonnen werden. Zu Jahresbeginn 2020 konnte jedoch noch kein Termin für einen möglichen Beginn der Arbeiten vorgelegt werden. Das Projekt wurde damit zurückgestellt. Zwischenzeitlich erwägten die Verantwortlichen  sogar einen vollständigen Abriss des Gebäudes. Am 29. Februar 2024 stimmten 20 von 27 Lörracher Gemeinderäte der 45 Millionen Euro teuren Sanierung zu. Während der Sanierungsphase ist ein Umzug der Belegschaft in das frei werdende Kreiskrankenhaus Lörrach geplant.

## Lage und Beschreibung

### Städtebauliche Bedeutung

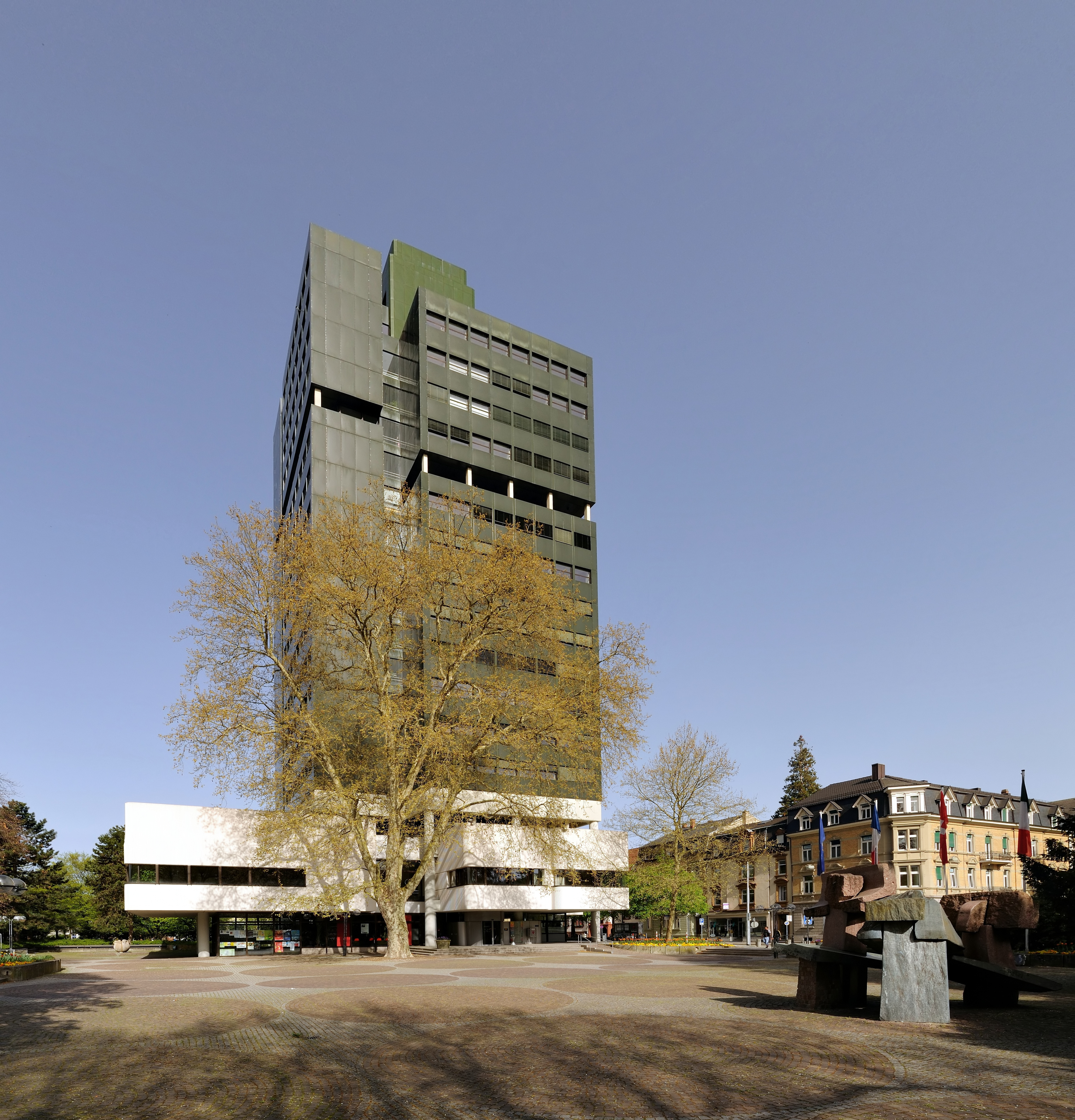
Sicht vom östlichen Egon-Hugenschmidt-Platz

Das Lörracher Rathaus befindet sich in der Nähe des Hauptbahnhofes und der Hauptpost am nordöstlichen Ausläufer der Fußgängerzone. Im Zuge seines Neubaus wurde östlich der Hauptpost auch ein Fußgängerbereich zwischen Post und Bahnhof neu erschlossen, der mittlerweile mit der neuen innerstädtischen Fußgängerzone fast komplett verwachsen ist. Nördlich des Rathauses befindet sich der Zentrale Omnibusbahnhof der Stadt.
Der Egon-Hugenschmidt-Platz, der bis April 2022 Rathausplatz hieß, östlich des Rathauses ist zum übrigen Straßenniveau leicht abgesenkt. Der mit Natursteinen gepflasterte Platz, auf dem häufig Flohmärkte oder anderer Veranstaltungen stattfinden, wird von teilweise alten Bäumen gesäumt. Auf dem Platz befindet sich die Granitskulptur Triade des Künstlers Giancarlo Sangregorios (1925–2013), die eine Station des Lörracher Skulpturenwegs bildet. Südlich vom Rathaus am Fußweg zur nah gelegenen Bonifatiuskirche steht ein kleiner von Jörg Bollin 1974 gestalteter Brunnen Lebensquell in Form einer Frucht, der den Ursprung des Lebens symbolisieren soll.
Das 72 Meter hohe Bauwerk bildet eine städtebauliche Dominante und ist sowohl innerhalb der Stadt wie auch von vielen Hügeln des unteren Wiesentals gut zu erkennen. Während die dunkelgrüne Farbgebung der Fassade sich an die waldreiche Gegend des Lörracher Umlandes anpassen soll, nimmt das helle Sockelgeschoss die Traufhöhe der umgebenden Bauwerke auf.

### Architektur und Gliederung

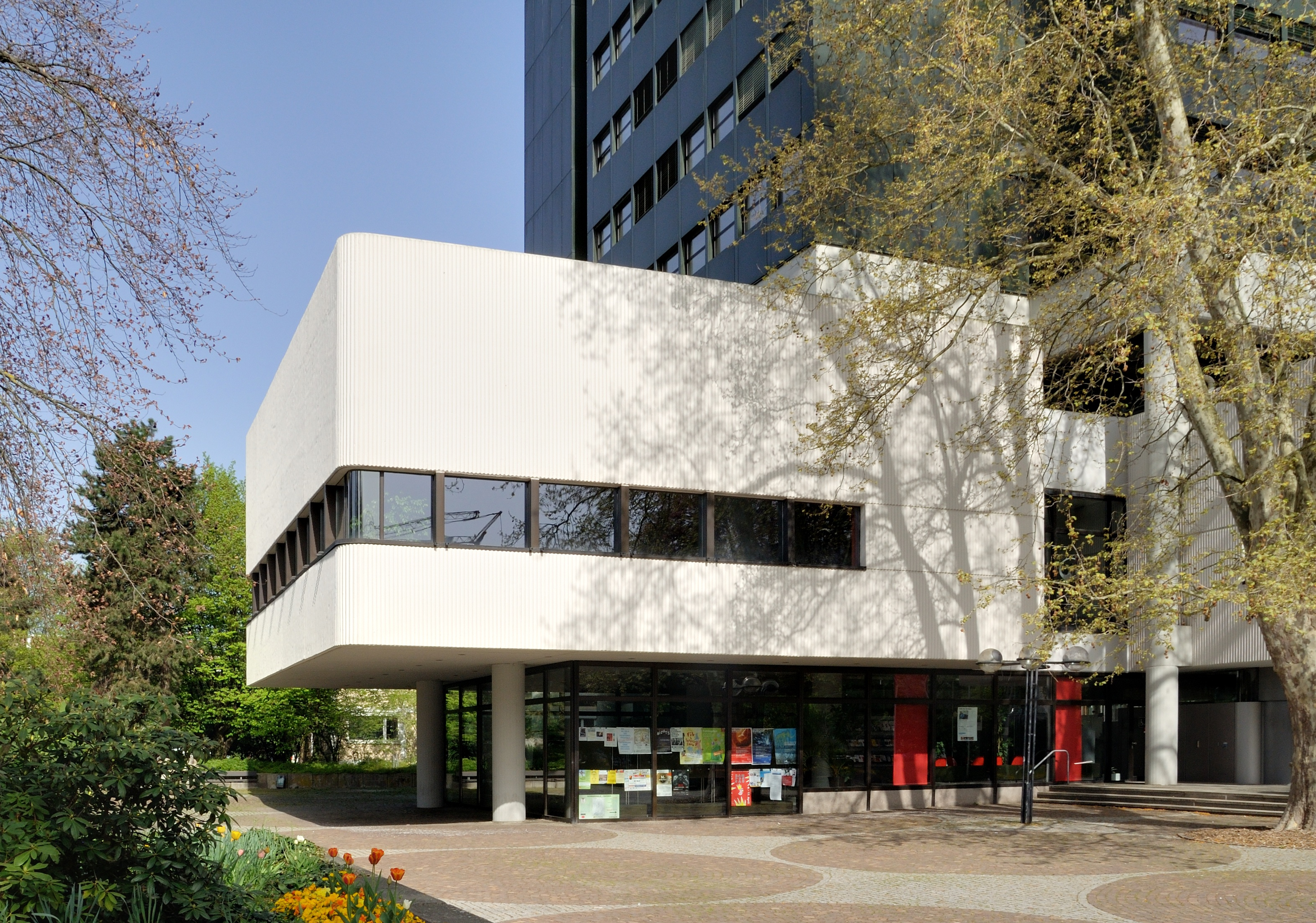
Sockelbau, der den Ratssaal beherbergt

Das Lörracher Rathaus gliedert sich grob in zwei außen sichtbare Bereiche: den Eingangs- und Saalbereich in Form eines auskragenden, elf Meter hohen Sockelbaus sowie den Verwaltungsbereich im anschließenden Büroturm mit grünen Fassadenelementen.
Durch das Hauptportal im Osten vom Rathausplatz – ein weiterer Eingang im Norden von der Luisenstraße wurde zugunsten des Bürgerservicebüros „In-Se-L“ geschlossen – gelangt man in das Foyer, das manchmal auch als Ausstellungshalle genutzt wird. In den Servicebüros der „In-Se-L“, einer Abkürzung für Informations-Service-Lörrach, sind einfache Dienstleistungen wie Meldebescheinigungen, Anwohnerparkausweise, Handwerkerparkgenehmigungen oder andere einfache Bestätigungen abzuwickeln. Termine dafür können Online gebucht werden.
Im ersten Obergeschoss befinden sich der Ratssaal, zwei durch eine Schiebewand verbundene Sitzungssäle, Fraktionsräume sowie ein Aufenthaltsraum. Die Fußböden bestehen im Erdgeschoss aus Marmor, die Decken aus Sichtbeton. Im Plenarbereich ist der Boden teilweise mit Teppich ausgekleidet; Decken und Wände bestehen aus Rauputz oder Sichtbeton.
| Stock  | Bereich, Einrichtung                           |
| ------ | ---------------------------------------------- |
| 17. OG | Controlling, Rechtsabteilung                   |
| 16. OG | Stadtentwicklung, Wirtschaftsförderung         |
| 15. OG | Stadtplanung, Tiefbauabteilung                 |
| 14. OG | Stadtplanung, Hochbauabteilung                 |
| 13. OG | Stadtplanung, Aufenthaltsraum, Stadtmodell     |
| 12. OG | Zentrale Dienste, Post, EDV                    |
| 11. OG | Oberbürgermeister, Bürgermeister               |
| 10. OG | Grundbuchamt, Vermessung                       |
| 09. OG | Vermessungsamt                                 |
| 08. OG | EDV, Personalrat, Geschäftsstelle des RVL      |
| 07. OG | Finanzen, Steuern                              |
| 06. OG | Stadtkasse                                     |
| 05. OG | Abwasser, Stadtwerke                           |
| 04. OG | Grundstücks- und Gebäudemanagement             |
| 03. OG | Soziales, Standesamt, Bürgerdienste            |
| 02. OG | Technischer Bereich                            |
| 01. OG | Ratssäle, Fraktionsräume                       |
| EG     | In-Se-L, Pass, Lohnsteuer, Müllangelegenheiten |
| 01. UG | Stadtarchiv, Stadtgrün, Lagerräume, Tiefgarage |
| 02. UG | Haustechnik, Tiefgarage                        |

Darüber schließt sich der Verwaltungsbereich an, der je nach Größe der Ämter in zwei- oder dreigeschossige Einheiten zusammengefasst ist. Diese sind über interne Verbindungstreppen und den zentral liegenden Aufzug miteinander verbunden. Als Orientierungshilfe der einzelnen Ämter und ihrer Unterbringung auf den teilweise stockwerkübergreifenden Einheiten im Haus dient ein Farbenleitsystem. Dazu sind die Innenwände mit farbig emaillierten Stahlpaneelen versehen. Die Böden sind mit Teppich ausgekleidet und Bürobereiche über verstellbare Trennwände variabel gestaltbar.
Im zweiten Obergeschoss ist der technische Dienst mit Telefonanlage und Druckerei untergebracht. Das 11. Geschoss mit Büros für den Oberbürgermeister, den Bürgermeister und deren Mitarbeiter sowie die 13. Etage mit dem Aufenthaltsraum bilden Sondergeschosse, die durch Fassadeneinschnitte außen unterscheidbar sind. Im 13. Stock befindet sich auch das Stadtmodell, eine Holz-Nachbildung der Stadtfläche mit den umgebenden Hügeln, Gewässern und seinen Häusern. Das Modell, das in den 1980er Jahren entstanden ist, dient als anschauliches Modell und ist bei Führungen beliebt. Es wird allerdings nicht aktualisiert. Auf der nur im Rahmen von Führungen für die Öffentlichkeit zugänglichen Dachterrasse über die 16. Etage auf 57,7 Meter schließen sich die Aufbauten für die Aufzugmaschine und die Lüftungsräume an. Dadurch wird der Blick nach Südwesten verdeckt. Neben den Verbindungstreppen in der Gangzone und den vier Aufzügen im Kernbereich befindet sich darüber hinaus ein separates Nottreppenhaus, das den Westteil des Bauwerks vollständig durchzieht. Dieser Versorgungsschacht des Hochhauses ragt sichtbar über das höchste Stockwerk hinaus und bildet den baulichen Abschluss der Außenarchitektur.
In den beiden unterirdischen Etagen sind neben der Haustechnik, das Lager und das Stadtarchiv untergebracht. In einem selbstständigen Baukörper befindet sich ebenfalls unterirdisch eine zweigeschossige 4.735 Quadratmeter große Tiefgarage für ursprünglich 197 PKW-Stellplätze. Die Parkfläche beträgt 2.420 Quadratmeter, die Verkehrsfläche 2.315 Quadratmeter. Die Einfahrt zur Tiefgarage Rathaus Lörrach ist über eine Rampe von der Luisenstraße aus erreichbar. Die Rathaus-Tiefgarage wurde 2020 einer umfangreichen Betonsanierung unterzogen und am 1. März 2021 wiedereröffnet. Den engen Platzverhältnissen trug man im Rahmen der Sanierungsmaßnahmen dadurch Rechnung, dass man die Zahl der Parkplätze auf beiden Ebenen auf 172 reduzierte.

### Außenfassade
Die dunkelgrünen emaillierten Außenfassadenpaneelen des Lörracher Rathauses bestehen aus Aluminium und wurden in Sandwichbauweise realisiert. Die Sandwichpaneele weisen im Inneren eine Wabenstruktur auf, die aus natrongetränktem Papier besteht. Über verzinkte Stahlprofile sind die Paneele am Beton-Rohbau verankert. Diese Art der Fassadengestaltung war bereits zum Erbauungszeitpunkt eine Besonderheit und wird auch heute so nicht mehr gebaut. Die eigens für dieses Bauwerk entwickelte Technik für die Fassade stammt von der Firma Gartner aus Gundelfingen an der Donau, einem weltweit bekannten Hochhausfassadenbauer. Insgesamt sind am Gebäude 1.090 Fassadenplatten verbaut, die sich vom 3. bis zum 18. Obergeschoss des Hochhauses erstrecken und insgesamt eine Fläche von rund 4.000 Quadratmeter abdecken. Die Fensterfläche vom 3. bis zum 17. Obergeschoss beläuft sich in etwa auf 1.150 Quadratmeter. Durch die im Laufe der Zeit notwendig gewordenen Sicherungsmaßnahmen wurden im Jahr 2019 zusätzlich 4.650 Schrauben, 1.885 Dübel und 1.030 Stahlkonsolen angebracht. Durch die Expertise eines Bauunternehmens wurde 2017 festgestellt, dass der Einbau der Fassadenelemente am Rathaus teilweise nicht fachgerecht erfolgte. Die 2019 vorgenommenen Sicherungsmaßnahmen unterliegen keiner DIN-Normierung und verursachen aufgrund einer zweimal jährlich erforderlichen Kontrolle und Wartung Kosten von jährlich 45.000 Euro. Die Sicherungsmaßnahmen stellen jedoch nur ein Provisorium dar.

### Bürgermeistergalerie
Im Foyer des ersten Stockes im 1976 erbauten Lörracher Rathaus befand sich bis August 2016 die sogenannte Bürgermeistergalerie. Die Galerie zeigte die Stadtoberhäupter unabhängig davon, ob sie den Titel des Oberbürgermeisters oder Bürgermeisters trugen, da die Bezeichnung in der Geschichte teilweise mehrfach wechselte. Die Bildnisse im Foyer zeigten die letzten zehn Stadtoberhäupter in chronologischer Reihenfolge. Die Galerie geht auf den Bürgerausschuss von 1906 zurück, beim Amtsende von Johann Grether, der 35. Stadtoberhaupt von Lörrach war. Die Umsetzung dieses Beschlusses erfolgte erst mit dem Bezug des neuen Rathauses 1976. Über mehrere Jahrzehnte umstritten und ein Politikum blieb der Umgang mit Reinhard Boos, der während der NS-Diktatur als Stadtoberhaupt eingesetzt wurde und im Sinne der damaligen Herrschaft regierte. Um einer drohenden juristischen Auseinandersetzung mit dem Sohn von Reinhard Boos zu entgehen, wurde dem Foto der schlichte Text „Reinhard Boos, Bürgermeister 1933–45“ hinzugefügt, was auch optisch eine Abgrenzung aller anderen Porträts war. Allerdings empfand man diese zurückhaltende Form des historischen Hinweises als zu verhalten. Eine breit angelegte Studie zur Aufarbeitung der NS-Zeit in Lörrach im Jahr 2013 räumte mit dem Mythos des „guten“ Nationalsozialisten Boos auf. Aus Platzgründen hat der Gemeinderat daher im Mai 2016 entschieden, die Bilder der Stadtoberhäupter auf der Westseite des großen Ratssaales repräsentativ aufzuhängen (Salonhängung). Die neue Galerie enthält nun Informationen zu allen Stadtoberhäuptern und weist auch in kritischer Auseinandersetzung auf die Wirkung von Reinhard Boos hin. Die Umsetzung dieser neuen Galerie erfolgte am 6. Oktober 2016.

### Technik und Sicherheitseinrichtungen

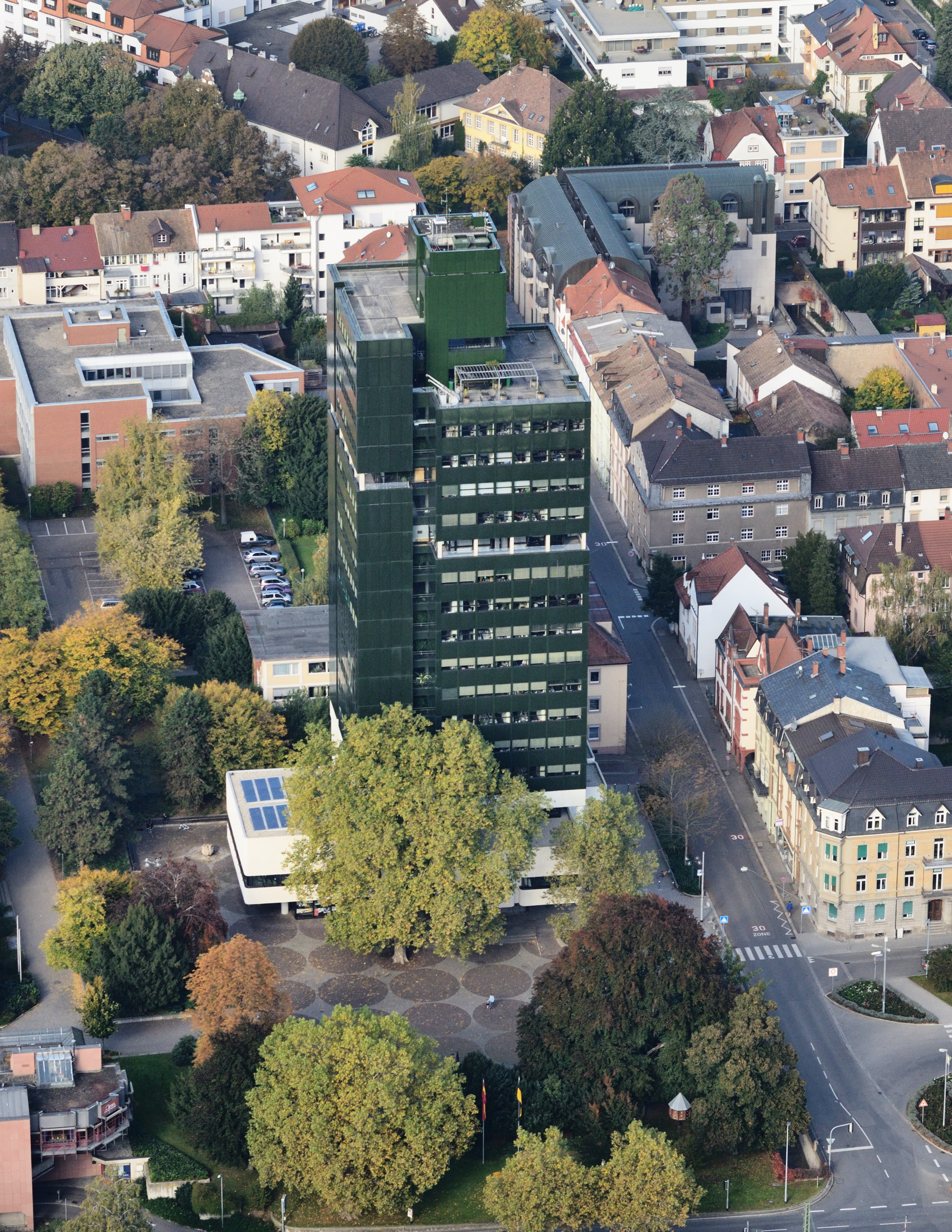
Luftbildaufnahme aus östlicher Richtung

Der Rathausturm wird von einem Stahlbetonskelett und zwei Versorgungsschächten getragen. Der mittlere Kern beherbergt eine Aufzugsanlage mit drei Kabinen zu je sechs Personen und einer Kabine für zwölf Personen. Die Aufzüge werden aus rationellen Gründen über eine Gruppensammelsteuerung manövriert. Der Fahrstuhlschacht weist eine Förderhöhe von 71 Metern auf. Die maximale Fahrgeschwindigkeit beträgt 3 Meter pro Sekunde. Im 18. Obergeschoss befinden sich die Technikräume der Aufzugsanlage. Ebenfalls im obersten Geschoss untergebracht sind seit August 2019 auf 353 m ü. NHN Höhe zwei (eine fest nach Norden ausgerichtet, die andere von Osten nach Süden schwenkend) Panorama-Webcams, die neben einem aktuellen Rundblick auch ein Archiv auf bisherige Aufzeichnungen und eine Zeitrafferfunktion bereithält.
Das Hochhaus wird über eine Zweikreis-Kesselanlage mit Wärmeübertragung für Wasser und Dampf beheizt. Das Leitungssystem der mit Erdgas betriebenen Anlage befindet sich im Kern des Gebäudes und lässt sich in vier getrennt regelbaren Höhenzonen und zwei Witterungsgruppen einteilen.
Die Belüftung des Rathauses erfolgt im Sockel über eine Klimaanlage, im Büroturm über frei regulierbare Vertikalschiebefenster. Der Lufteinlass erfolgt mechanisch über den Flurbereich, die Abluft wird über die WC-Anlage abgesaugt. Die Tiefgarage wird über eine separate Lüftung versorgt. Die Gesamtleistung der lufttechnischen Anlagen beträgt 92.000 Kubikmeter pro Stunde.
Die Stromversorgung im Haus wird über einen Transformator (630 kVA) im Technikgeschoss gewährleistet. Im Notfall kann das Rathaus über eine Notstromanlage mit Dieselaggregat versorgt werden. Im August 2011 ist eine Photovoltaikanlage mit einer Maximalleistung von 4,9 Kilowatt peak ans Netz gegangen, die auf dem Dach des Ratssaales installiert wurde.
Am Rathaus sind auch zehn Richtfunkantennen angebracht, die für Sprach- und Datenaustausch mit städtischen Außenstellen wie zum Beispiel den Ortsverwaltungen oder der Volkshochschule verwendet wird. Eine analoge Funkantenne ermöglicht zudem den Sprachkontakt mit allen im Stadtgebiet befindlichen Fahrzeugen des Werkhofes.

## Rezeption
Die Architektur des Lörracher Rathauses hat seine Anleihen beim Ende der 1960er Jahre errichteten Langen Eugen in Bonn, der nach dem damaligen Bundestagspräsidenten Eugen Gerstenmaier benannt wurde. Auch der Spitzname „Langer Egon“ verweist mit seiner Namensähnlichkeit als Analogie zum „Langen Eugen“ darauf. Der markante Turm mit abgesetztem Versorgungsschacht fasste bis zum Umzug der Bundesregierung nach Berlin alle Büros der Abgeordneten und Sitzungssäle; seither dient es als UN-Campus. Der Architekt Frank Hovenbitzer bezeichnete das Lörracher Rathaus als Musterbeispiel der Architektur und städtebaulichen Haltung seiner Zeit.